# Ressources (film)
 (février 2023).
Pour les articles homonymes, voir Ressource.
Pour plus de détails, voir Fiche technique et Distribution.
Ressources est un film documentaire québécois réalisé par Hubert Caron-Guay et Serge-Olivier Rondeau, sorti en 2021.

## Fiche technique
- Titre : Ressources
- Titre anglais : Resources
- Réalisation : Hubert Caron-Guay et Serge Olivier Rondeau
- Images : Serge-Olivier Rondeau
- Montage : Anouk Deschênes
- Conception sonore : Samuel Gagnon-Thibodeau
- Mixage sonore : Stéphane Bergeron
- Prise de son : Hubert Caron-Guay
- Production : Les Films de l'Autre (Hubert Caron-Guay et Serge-Olivier Rondeau)
- Distribution : Les Films du 3 Mars
- Pays d'origine : Canada (Québec)
- Langue originale : Espagnol, Français
- Genre : documentaire
- Durée : 99 minutes
- Date de sortie :
  - Canada : octobre 2021 (Planet in Focus)
  - Québec : 27 janvier 2023

## Accueil

### Sortie
Le film a fait sa première mondiale à Planet in Focus International Environmental Film Festival (PIF) en octobre 2021. Peu de temps après, le film voyage en Europe pour sa première internationale au Festival international du film documentaire d'Amsterdam (IDFA). Il prendra l'affiche le 27 janvier 2023 au Québec.

### Accueil critique
Le film a reçu d'excellentes critiques. Magdaline Boutros, journaliste pour Le Devoir écrit : "Les vivants — déclinés sous leur forme humaine, animale et végétale — sont-ils seulement des ressources ? Que ce soit des travailleurs pressurisés par un système de production optimisé et désincarné, des animaux entassés dans des élevages intensifs pour nourrir la population ou encore des végétaux cultivés pour répondre aux diktats alimentaires de ces animaux d'élevage, sommes-nous tous seulement des matériaux permettant de maintenir en place un système façonné par l’obsession de la productivité ?
En juxtaposant des images de ces trois réalités — certainement différentes au premier regard, mais dont l'interrelation devient frappante —, les réalisateurs Hubert Caron-Guay et Serge-Olivier Rondeau offrent, par le biais du documentaire Ressources, des pistes de réflexion fertiles, sans pour autant tomber dans une moralisation accusatrice". Mathilde Recly, rédactrice pour Bible Urbaine ajoute : "

## Distinctions

### Nominations
- Planet in Focus International Environmental Film Festival 2021 : Sélection officielle "Best Canadian Feature"
- Rencontres internationales du documentaire de Montréal 2021
- Festival international du film documentaire d'Amsterdam 2021 : Hors compétition - Section "Frontlight"
- Festival international Jean Rouch 2022 :  Hors compétition - Section "Expériences partagée"
- Ethnocineca - International Documentary Film Festival Vienna 2022[4]
- Festival CinemAmbiente - Italian Environmental Film Festival 2022 : Sélection officielle " International Documentary Competition"